# Tia Alice
Alice Editha Klausz ou Tia Alice (São Paulo, 1928 — 20 de julho de 2016) foi uma das primeiras comissárias de bordo do Brasil. Trabalhou pela Varig por 35 anos, foi diretora da Escola de Comissários da empresa e, depois de aposentada, trabalhou por quase 20 anos como voluntária no Programa Antártico Brasileiro.

## Vida
Nascida em São Paulo, filha de pai húngaro e mãe romena, Alice mudou-se para Porto Alegre enquanto era criança.
Formou-se em biblioteconomia e atuou como bibliotecária por um tempo. Começou a fazer faculdade de Direito quando foi aprovada numa seleção para formação de comissárias de bordo pela empresa Varig. Foi para a Europa, onde fez estágios em centros de formação. Alice teve importante atuação na Varig, na qual trabalhou por 35 anos, tendo sido chefe de cabine no primeiro voo da companhia com destino a Nova Iorque. Sua experiência garantiu o cargo de diretora da Escola de Comissários do Rio de Janeiro, também da mesma companhia.
Chegou a atender diversos presidentes brasileiros em viagens aéreas, como Juscelino Kubistchek, João Goulart, Costa e Silva e Luiz Inácio Lula da Silva.
Aposentou-se no final da década de 80, mas continuou servindo como voluntária ao Programa Antártico Brasileiro e a alguns programas de voo da Força Aérea Brasileira.

## Premiação
Em 2008, Alice recebeu a premiação Diploma Mulher-Cidadã Bertha Lutz do Senado Federal.

## Morte
Alice morreu em 20 de julho de 2016, aos 88 anos, em função de problemas no coração.